# Торкијера (Бреша)
Торкијера је насеље у Италији у округу Бреша, региону Ломбардија.
Према процени из 2011. у насељу је живело 276 становника. Насеље се налази на надморској висини од 55 м.